# مارسيلو استيغاريبيا
مارسيلو استيغاريبيا (Marcelo Estigarribia) (21 سبتمبر 1987 في أسونسيون في باراغواي – )؛ هو لاعب كرة قدم كان يلعب كلاعب وسط. يلعب مع منتخب باراغواي لكرة القدم منذ عام 2008.

## وصلات خارجية
- مارسيلو استيغاريبيا على موقع إي إس بي إن إف سي (الإنجليزية)
- مارسيلو استيغاريبيا على موقع قاعدة بيانات كرة القدم.إي يو (الإنجليزية)
- مارسيلو استيغاريبيا على موقع ناشيونال فوتبول تيمز (الإنجليزية)
- مارسيلو استيغاريبيا على موقع Soccerway.com (الإنجليزية)
- مارسيلو استيغاريبيا على موقع عالم كرة القدم.نت (الإنجليزية)
- مارسيلو استيغاريبيا على موقع AS.com (الإسبانية)